# Paul Éluard

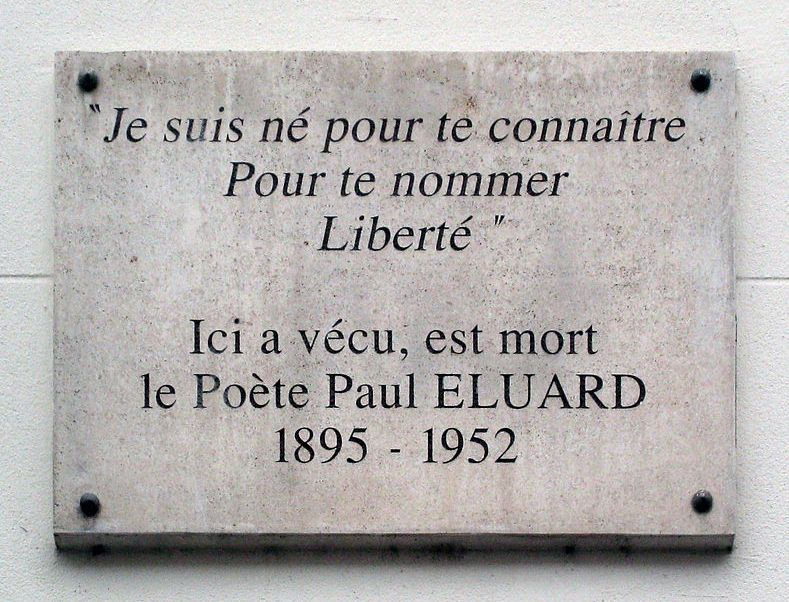
Pamětní deska Paula Éluarda v Charentonu, kde zemřel.

Paul Éluard [eliár], vlastním jménem Eugène Emile Paul Grindel (14. prosince 1895 Saint-Denis – 18. listopadu 1952 Charenton-le-Pont), byl francouzský básník, jeden ze zakladatelů surrealistického hnutí. Byl levicově orientován, antimilitarista, účastnil se protifašistického odboje.

## Biografie
Narodil se v Saint-Denis v rodině účetního Clémenta Grindela a švadleny Jeanne Cousin. V první světové válce působil na frontě jako zdravotník, v té době se také stal antimilitaristou. Ve svých 16 letech onemocněl tuberkulózou, musel ukončit studia a odjet na léčbu do sanatoria ve švýcarském Davosu. Tam také poznal svou první ženu Galu (známá jako Gala Dálí, vlastním jménem Elena Ivanovna Diakonova), se kterou se v roce 1917 oženil. Měli spolu dceru jménem Cécile.
V té době začal Éluard psát své první básně, částečně inspirované Waltem Whitmanem. V roce 1918 jej objevil Jean Paulhan a představil ho André Bretonovi a Louisi Aragonovi – tím se stal ústřední postavou pařížské dadaistické skupiny, kde patřil k levému proudu (angažoval se též ve prospěch komunistů). Později se přidal ke skupině surrealistů.
Po manželské krizi, díky které hodně cestoval, se v roce 1924 vrací do Paříže. Do básní se promítají jeho problémy z tohoto období: vrátila se mu tuberkulóza a žena jej opustila se Salvadorem Dalím.
V roce 1934 se oženil s modelkou jeho přátel Mana Raye a Pabla Picassa jménem Nusch (vlastním jménem Maria Benz), považovanou za jakéhosi maskota surrealistického hnutí.

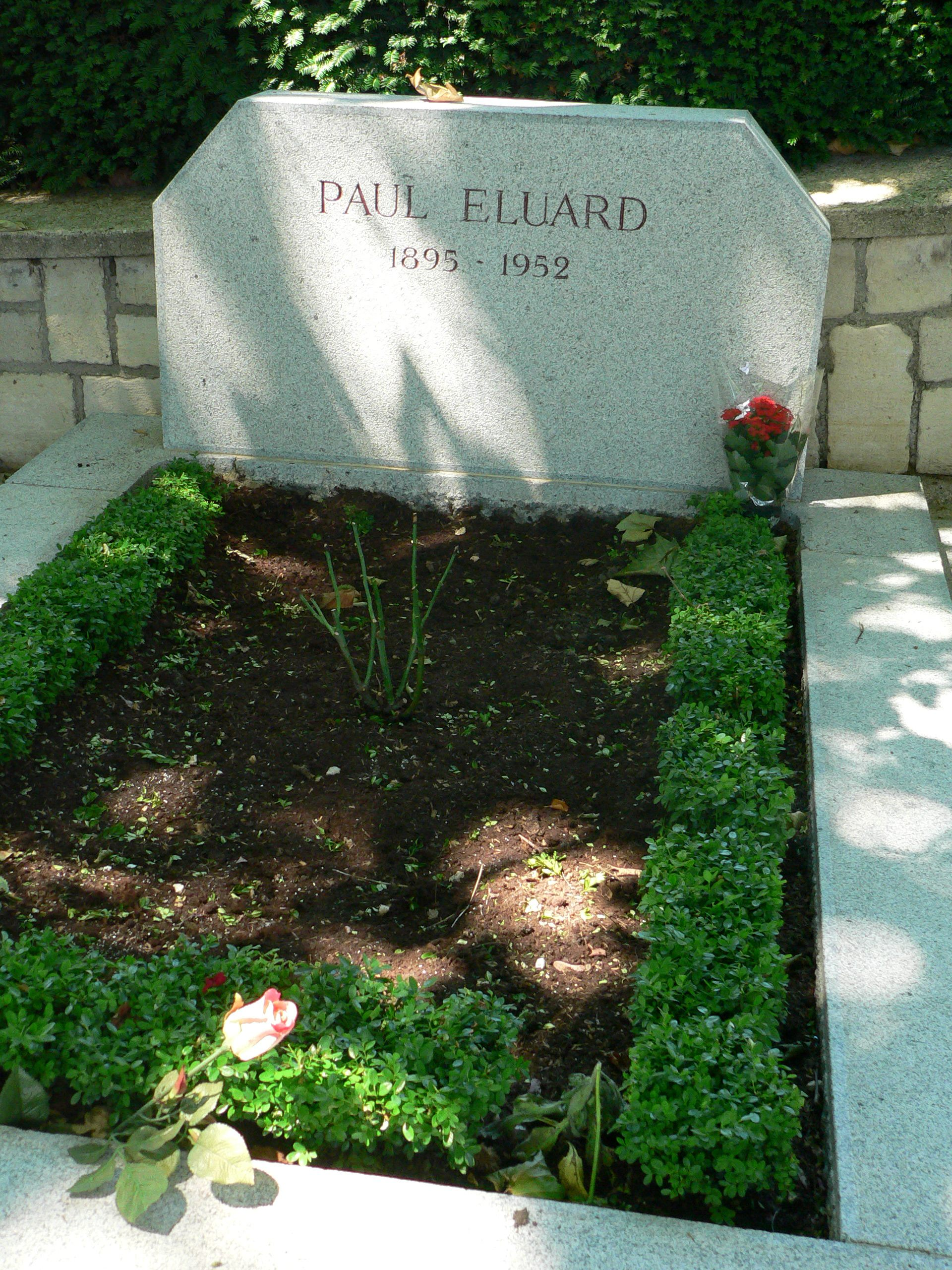
Hrob Paula Éluarda na hřbitově Père Lachaise (Francie)

Během druhé světové války byl členem francouzského hnutí Résistance. Bojoval také svými básněmi, např. Svoboda (1942), nebo Les sept poèmes d'amour en guerre (1944). V roce 1942 se stal členem Francouzské komunistické strany, což mělo za následek jeho odklon od surrealismu. Později dokonce vyzdvihoval Stalina a prohlášením „mám dost práce s nevinnými, kteří prokazují svoji nevinnost, než abych měl čas na vinné, kteří se přiznali“ veřejně odsouhlasil popravu Kunderova přítele[zdroj?] Záviše Kalandry (1950).

## Pozdější život
Zármutek z předčasné smrti jeho druhé ženy Nusch (1946) jej inspiroval k napsání díla „Le temps déborde“ (1947). Jeho novou vášní se stal mír, svoboda a sebeovládání. Účastnil se komunisty organizovaného Mezinárodního kongresu intelektuálů za mír, k účasti přemluvil také Picassa.
Svou poslední ženu, Dominique Laure, potkal na Sjezdu obránců míru (Congress of Peace, 1949) v Mexiku. Oženil se s ní v roce 1951 a věnoval jí své dílo Fénix.
Paul Éluard zemřel v listopadu 1952 na infarkt. Jeho pohřeb, organizovaný komunistickou stranou, se konal v Charenton-le-Pont. Je pohřben na pařížském hřbitově Père Lachaise.

## Dílo
- Seznam děl v Souborném katalogu ČR, jejichž autorem nebo tématem je Paul Éluard

Počátky jeho díla jsou ovlivněny surrealismem, postupně přecházel k reálnému světu až se z něj stal bojovník za svobodu. Poslední fáze jeho díla jsou básně, které opěvují zázraky každodenního života.
- Básně pro mír – debutní antimilitaristická sbírka (1918)

### Dadaistická tvorba
- Nezbytnosti života (1921)
- Neštěstí nesmrtelných (1922, spolupráce s M. Ernstem)

### Surrealistická tvorba
- Hlavní město bolesti (1926)
- Láska poezie (1923)
- Bezprostřední život (1932)
- Veřejná růže – surrealistické dílo s podtitulem Žena, princip života, ideální společnice v hovoru, jedná se o lyricko-milostnou poezii, používá volného verše bez interpunkce. Jedná se o složitější poezii než u Bretona.

Ve sbírkách Svobodné ruce (1937) a Otevřená kniha (1938) se díky událostem druhé poloviny třicátých let, válce ve Španělsku a rozmáhajícímu se fašismu v Éluárdových objevuje téma bratrství, solidarity, lásky a revoluce.
Za okupace ve sbírkách Poezie a pravda (1942) a Na dostaveníčku s Němci (1944) bojuje za svobodu a důstojnost.

### Humanistická tvorba
- Kdybych mohl říct vše (1951)
- Fénix (1951)

### Další tvorba
- Zemřít a žít
- Neposkvrněné početí – spolupracoval André Breton
- Svoboda
- Nepřerušená poezie I,II
- Zbraně bolesti
- Básně pro všechny
- Ozubené dveře